# محمد حسني بك نجيب
محمد حسني بك نجيب (القرن 19 - القرن 20) هو إذاعي مصري، وهو ثالث رئيس الإذاعة المصري، تولي المنصب خلال (30 أكتوبر 1950 - 12 أغسطس 1952).